# The Aspen Times
 (janvier 2023).
Si vous disposez d'ouvrages ou d'articles de référence ou si vous connaissez des sites web de qualité traitant du thème abordé ici, merci de compléter l'article en donnant les références utiles à sa vérifiabilité et en les liant à la section « Notes et références ».
The Aspen Times est un quotidien américain fondé en 1881 dont le siège est situé à Aspen dans le Colorado.